# Patrick Puhlmann

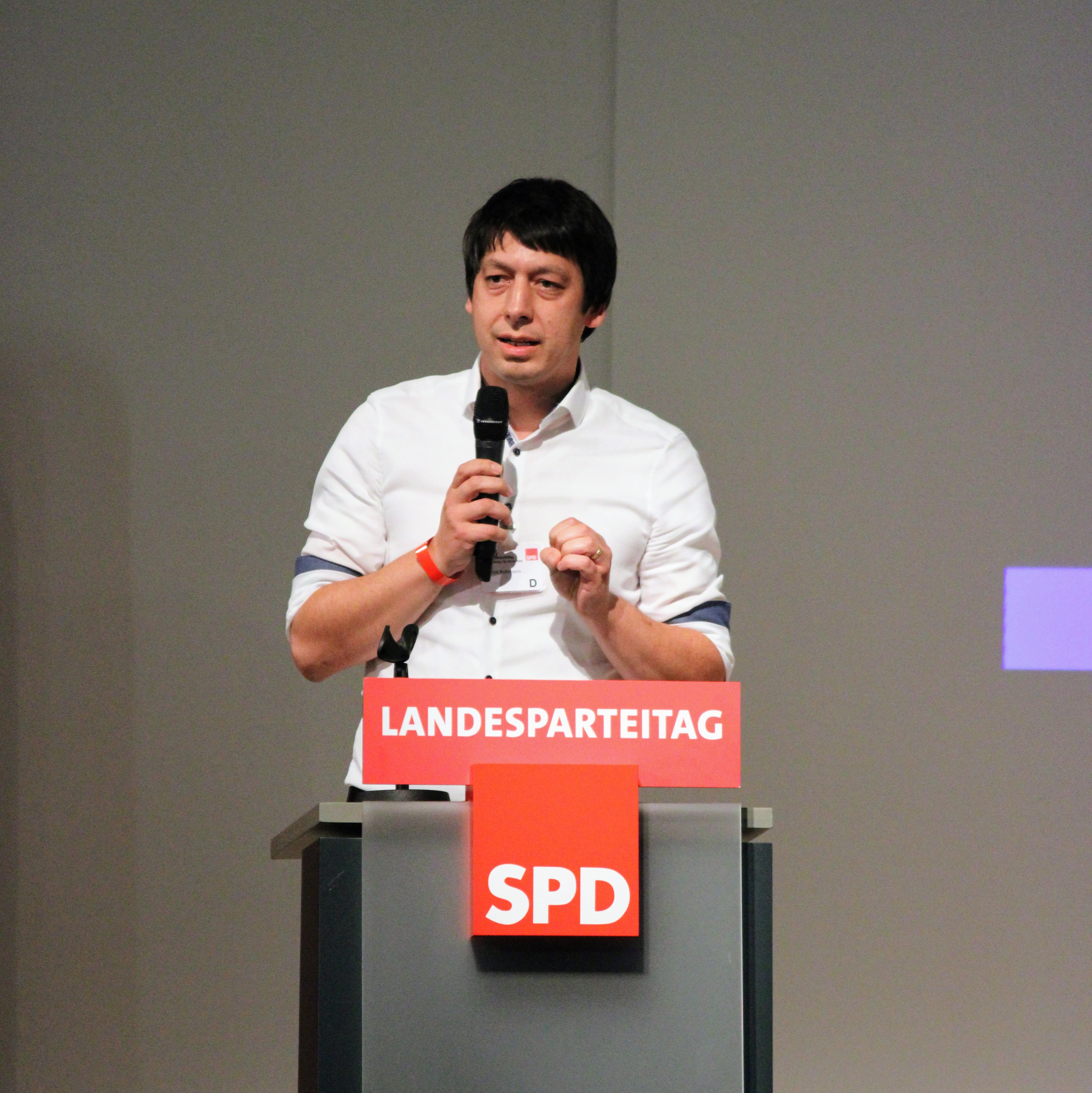
Patrick Puhlmann auf dem Landesparteitag der SPD Sachsen-Anhalt in Quedlinburg, 2024

Patrick Puhlmann (* 18. Juni 1983 in Wittenberg) ist ein deutscher Politiker (SPD) und seit 2020 Landrat des Landkreises Stendal.

## Leben
Nach dem Abitur in Coswig (Anhalt) und anschließendem Zivildienst studierte Puhlmann ab 2004 an der Universität Jena Lehramt (Englisch und Philosophie/Ethik für Gymnasien) und schloss mit dem Ersten Staatsexamen ab. Nach einem Auslandssemester war Puhlmann zunächst von 2011 bis 2013 als pädagogischer Mitarbeiter und seit Herbst 2014 als Teamleiter in verschiedenen Einrichtungen der Behindertenhilfe tätig.

## Politik
Patrick Puhlmann trat 2002 in die SPD ein. Von 2013 bis 2014 war er wissenschaftlicher Mitarbeiter im Wahlkreisbüro der Bundestagsabgeordneten Marina Kermer. Seit 2017 ist Puhlmann Vorsitzender des Ortsverbandes Tangermünde und stellvertretender Vorsitzender des Kreisverbandes Stendal. Mit der Kreistagswahl 2019 zog Puhlmann in den Kreistag ein und wurde Fraktionsvorsitzender. Am 10. November 2019 errang er bei der Wahl zum Landrat des Landkreises Stendal als Herausforderer des Amtsinhabers Carsten Wulfänger (CDU) 47 Prozent der Wählerstimmen. Puhlmann war der gemeinsame Kandidat von den Parteien SPD, Die Grünen und Die Linke und wurde zudem von der FDP unterstützt. In der Stichwahl am 1. Dezember 2019 erhielt er 69 Prozent der Wählerstimmen und wurde am 19. März 2020 als Landrat vereidigt.
Patrick Puhlmann ist verheiratet.